# Доллар Тринидада и Тобаго
До́ллар (код валюты — TTD) — официальная валюта республики Тринидад и Тобаго с 1964 года (до этого в стране имел хождение доллар Британской Вест-Индии). 1 доллар состоит из 100 центов.

## Монеты и банкноты
В обращении находятся монеты в 5, 10, 25 и 50 центов; банкноты в 1, 5, 10, 20, 100 долларов. Причём банкнота в 100 долларов выпущена в обращение также и в полимерном исполнении.
Монета в 1 цент изымались из обращения в период с 1 апреля по 2 июля 2018 года. И с 3 июля 2018 года утратили силу законного платёжного средства.

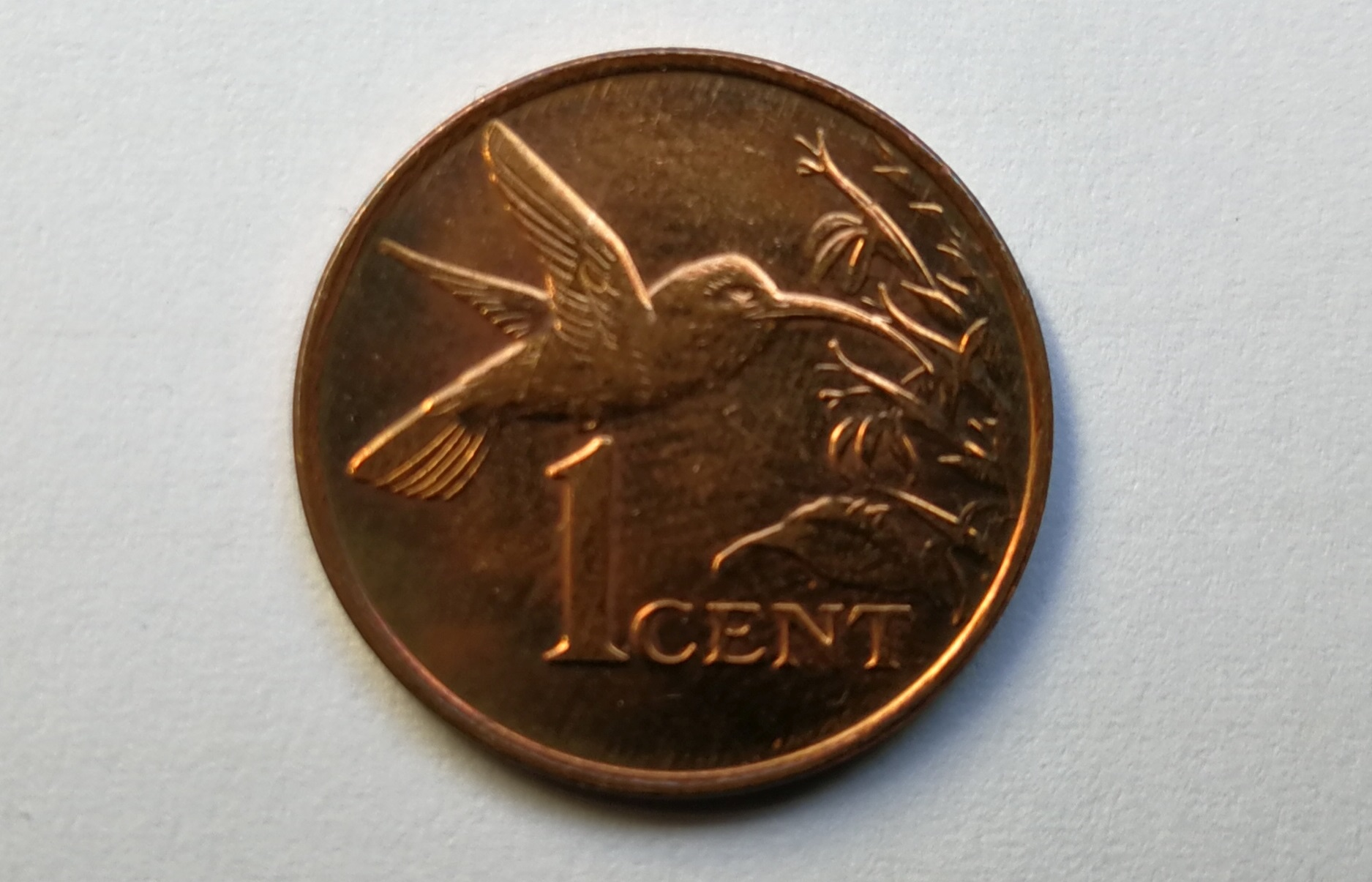
1 цент
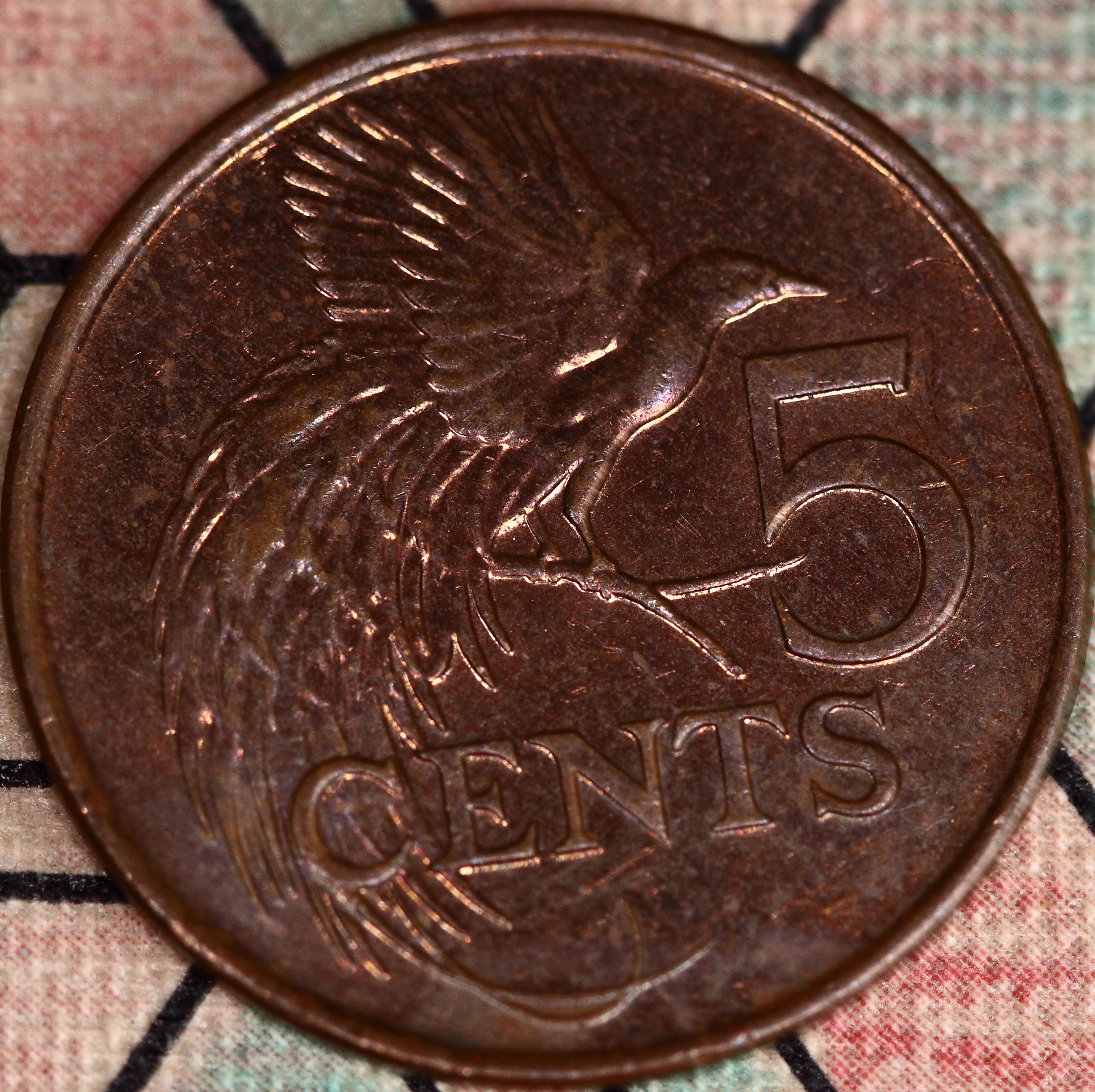
5 центов
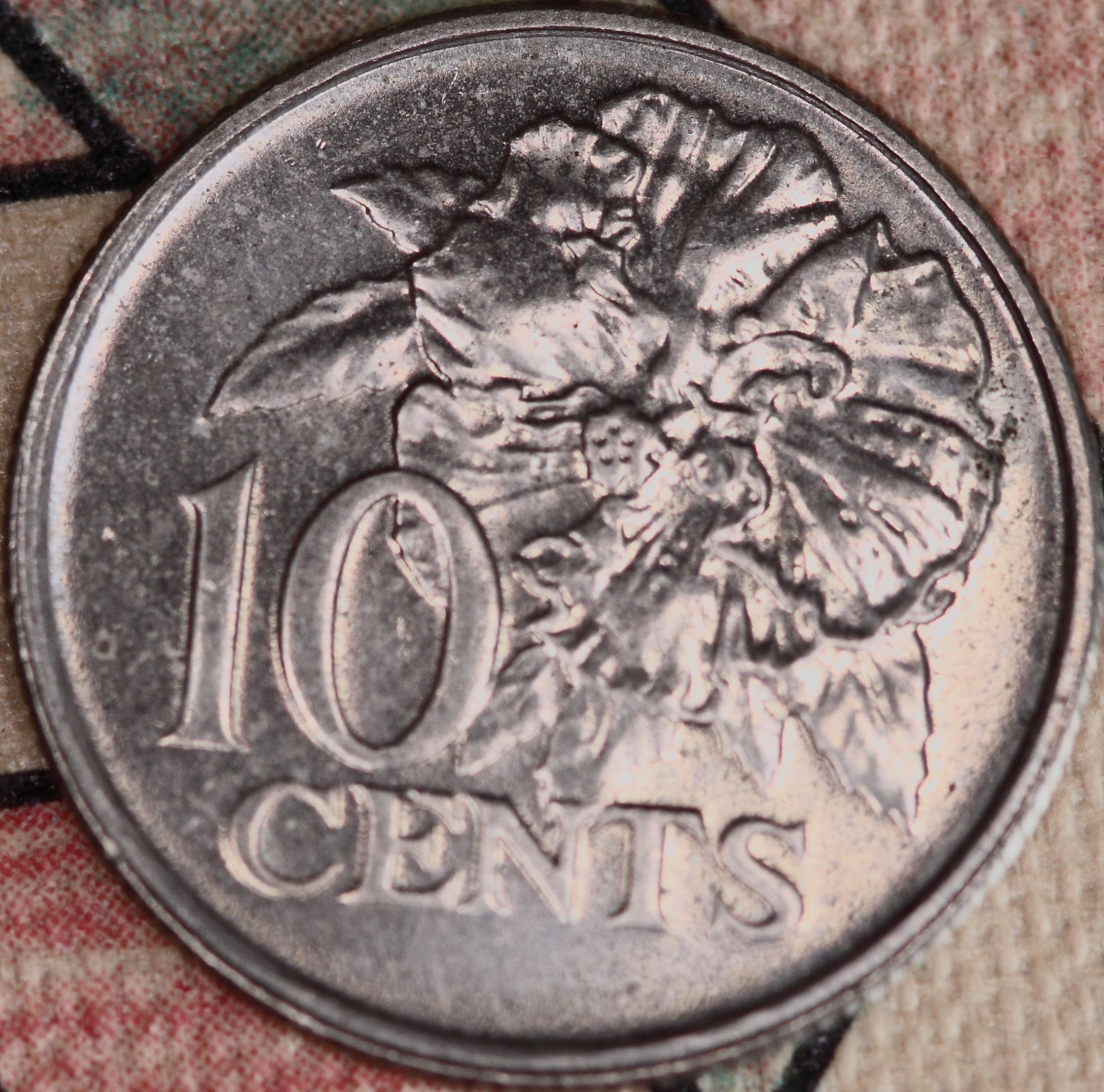
10 центов
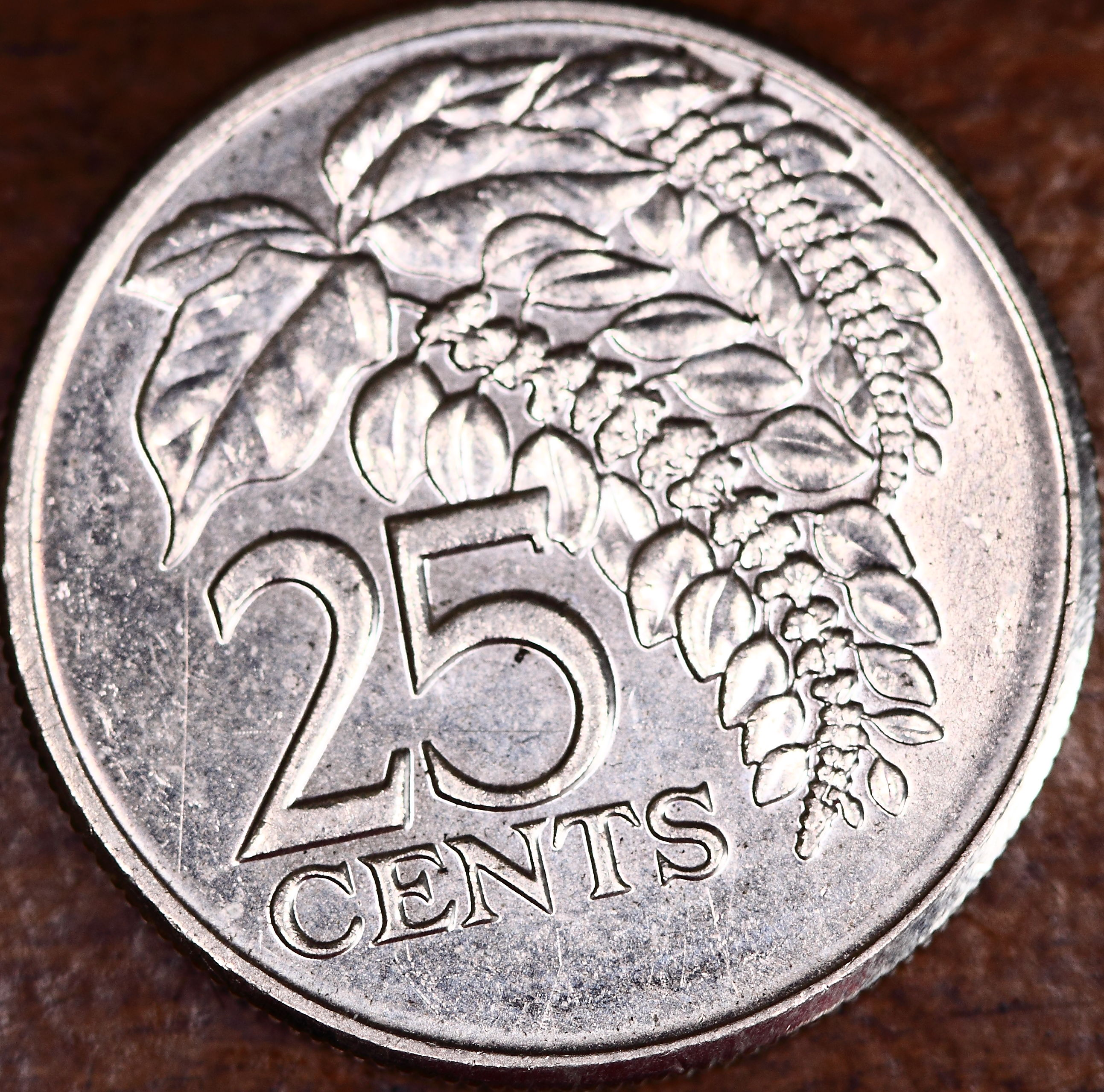
25 центов